# تتراکیس(تری‌فنیل‌فسفین)پالادیم(۰)
تتراکیس(تری فنیل فسفین)پالادیم(۰) (به انگلیسی: Tetrakis(triphenylphosphine)palladium(0)) یک ترکیب شیمیایی با شناسه پاب‌کم ۱۱۹۷۹۷۰۴ است. شکل ظاهری این ترکیب، بلورهای زرد است.